# عروة بن الزبير
أبو عبد الله عُروة بن الزُبير بن العوام الأسدي (23 هـ/644 م - 94 هـ/713 م) تابعي ومحدث ومؤرخ مسلم، وأحد فقهاء المدينة السبعة، وأحد المكثرين في الرواية عن خالته عائشة بنت أبي بكر زوجة النبي محمد، ومن الأوائل الذين سعوا إلى تدوين الحديث، كما كان له مساهمات رائدة في تدوين مقتطفات من بدايات التاريخ الإسلامي، اعتمد عليها من جاء بعده من المؤرخين المسلمين. كما عُرف عنه أنه من أروى الناس للشعر.

## سيرته
هو عروة بن الزُّبَيْرُ بن العَوَّام بن خُوَيْلِد بن أسَدَ بن عبد العُزَّى بن قُصَي بن كلاب بن مرة بن كعب بن لؤي، بن غالب بن فهر بن مالك بن النضر بن كنانة بن خزيمة بن مدركة بن إلياس بن مضر بن نزار بن معد بن عدنان. ولد عروة بن الزبير سنة 23 هـ
في أسرة من سادات المسلمين في عصر صدر الإسلام من بني عبد العزى بن قصي، فأبوه الصحابي الزبير بن العوام بن خويلد بن أسد بن عبد العزى بن قصي ابن عمة النبي محمد صفية بنت عبد المطلب، وأمه أسماء بنت أبي بكر ابنة الخليفة الأول للمسلمين أبي بكر الصديق، وأخوه لأبيه وأمه عبد الله بن الزبير وعمة أبيه خديجة بنت خويلد أولى زوجات النبي محمد، وخالته عائشة بنت أبي بكر ثالث زوجات النبي محمد.
نشأ عروة في المدينة، وأدرك عددًا كبيرًا من الصحابة الذين عاصروا النبي محمد، فتفقّه عروة على أيديهم، كما لازم خالته أم المؤمنين عائشة، وروى عنها أحاديثها، وظل إلى جوارها حتى قبل وفاتها بثلاث سنين، حتى صار من فقهاء المدينة المنورة المعدودين، حيث قال أبو الزناد عبد الله بن ذكوان: «كان من أدركت من فقهاء المدينة ممن ينتهي إلى قولهم سبعة سعيد بن المسيب، وعروة بن الزبير، والقاسم بن محمد بن أبي بكر، وأبو بكر بن عبد الرحمن بن الحارث بن هشام، وخارجة بن زيد بن ثابت، وعبيد الله بن عبد الله بن عتبة بن مسعود، وسليمان بن يسار»، بل وكان بعض أصحاب النبي محمد يسألونه. وقد كان عروة يستهدف طلب العلم منذ صغره، ولا يشغله عن ذلك شاغل، فقد روى أبو الزناد أيضًا أنه: «اجتمع في الحجر مصعب وعبد الله وعروة بنو الزبير، وابن عمر، فقالوا: تمنوا، فقال عبد الله: أما أنا، فأتمنى الخلافة. وقال عروة: أتمنى أن يؤخذ عني العلم. وقال مصعب: أما أنا، فأتمنى إمرة العراق، والجمع بين عائشة بنت طلحة وسكينة بنت الحسين. وأما ابن عمر فقال: أتمنى المغفرة. فنالوا ما تمنوا، ولعل ابن عمر قد غفر له».
في صغره، حاول عروة الالتحاق بجيش أبيه وطلحة بن عبيد الله الذي شارك في موقعة الجمل، إلا أنهم ردّوه لصغر سنه. إلا أنه بعد ذلك آثر اعتزال الفتن التي وقعت على الخلافة والسُلطة في حياته بين علي بن أبي طالب ومعاوية بن أبي سفيان تارة وبين أخيه عبد الله بن الزبير والأمويين تارة أخرى، فلم يدخل في شيء من الفتن، بل وظنّ أن تلك الفتن قد تجلب الشر للمسلمين، فرأى اعتزالها، حيث روى عبد الله بن الحسن بن الحسن بن أبي طالب قائلاً: «كان علي بن الحسين بن علي بن أبي طالب يجلس كل ليلة هو وعروة بن الزبير في مؤخر مسجد النبي بعد العشاء الآخرة، فكنت أجلس معهما. فتحدثا ليلة فذكرا جور من جار من بني أمية والمقام معهم، وهم لا يستطيعون تغيير ذلك. ثم ذكرا ما يخافان من عقوبة الله لهم. فقال عروة لعلي: يا علي إن من اعتزل أهل الجور والله يعلم منه سُخطه لأعمالهم، فإن كان منهم على ميل، ثم أصابتهم عقوبة الله رُجي له أن يسلم مما أصابهم. قال فخرج عروة فسكن العقيق»، حيث ابتنى هناك قصرًا ما زالت بعض آثاره باقية إلى اليوم، كما حفر بئرًا بالمدينة عُرفت ببئر عروة، وصفها الذهبي قائلاً: «ما كان بالمدينة بئرًا أعذب من مائها». غير أن عروة أقام بمكة تسع سنين زمن خلافة أخيه، ولكن دون مشاركة منه في الأحداث، بل ولم يشتغل بولاية ولا حتى بقضاء.

## وفاته وأسرته
اختلفت المصادر في سنة وفاة عروة بن الزبير، فقيل سنة 93 هـ أو 90 هـ أو 91 هـ أو 92 هـ أو 94 هـ أو 95 هـ أو 100 هـ أو 101 هـ، إلا أن الراجح أن وفاته كانت سنة 94 هـ، وهي السنة التي سماها الواقدي سنة الفقهاء، لوفاة سعيد بن جبير وسعيد بن المسيب وعروة بن الزبير وعلي زين العابدين فيها. أما عن مكان وفاته، فقيل أنه توفي في بيت له بمجاح في ناحية الفرع من نواحي مكة، ودفن هناك.
تزوج عروة بن الزبير من فاختة بنت الأسود بن أبي البختري بن هاشم بن الحارث بن أسد بن عبد العزى وأنجب منها عبد الله، وهو أكبر أبنائه وعمر الذي قُتل مع عمه عبد الله بن الزبير والأسود وأم كلثوم وأم عمر ومن أم يحيى بنت الحكم بن أبي العاص بن أمية بن عبد شمس أخت الخليفة الأموي مروان بن الحكم، وعمة الخليفة عبد الملك بن مروان، وأنجب منها أبنائه يحيى ومحمد الذي توفى تحت سنابك الخيل في الشام وعثمان وأبا بكر وعائشة وخديجة ومن أسماء بنت سلمة بنت عمر بن أبي سلمة بن عبد الأسد المخزومية، وأنجب منها ولده عبيد الله كما تزوج من سودة بنت عبد الله بن عمر بن الخطاب وأنجب منها ابنته أسماء، ومن امرأة من بني شيبان حين قدم إلى مصر، وأقام معها بمصر سبع سنين. كذلك كان له من الولد مصعب وأم يحيى، وأمهما أم ولد اسمها واصلة، وهشام وهو من أم ولد أخرى.

## مكانته الدينية

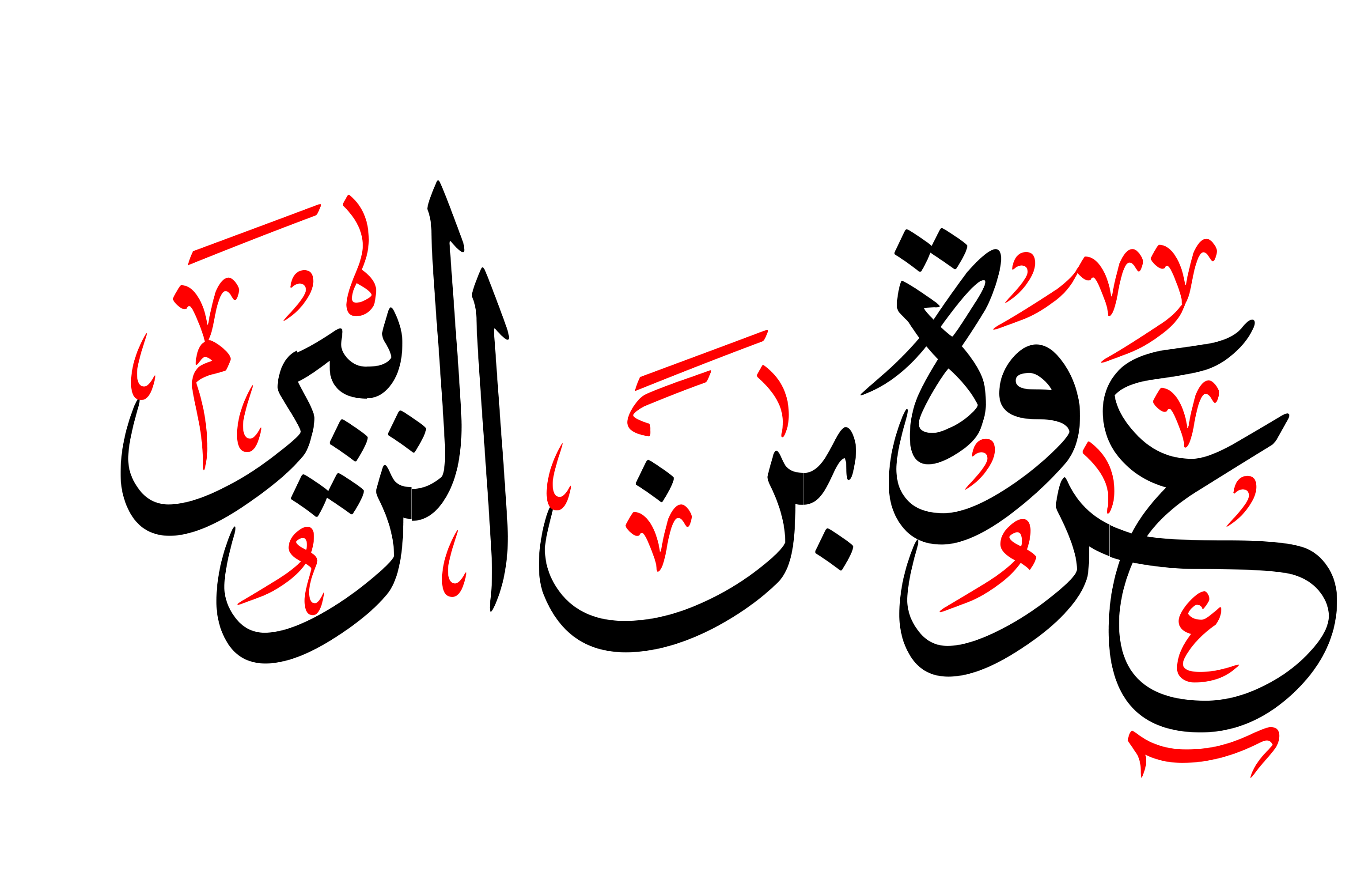
تخطيط لاسم عروة بن الزبير

أثنى الكثيرون على علم عروة، وأعلوا مكانته في الرواية ووثّقوه. فقد رُوى أن عمر بن عبد العزيز قال: «ما أجد أعلم من عروة بن الزبير، وما أعلمه يعلم شيئًا أجهله»، وقال الزهري: «جالست ابن المسيب سبع سنين لا أرى أن عالمًا غيره، ثم تحولت إلى عروة، ففجرت به ثبج بحر»، وقال أيضًا: «كان عروة بن الزبير بحرًا لا يكدره الدلاء»، وقال أبو الزناد: «فقهاء المدينة أربعة سعيد وعروة وقبيصة وعبد الملك بن مروان»، وقال أبو بكر بن عبد الرحمن بن الحارث بن هشام المخزومي: «العلم لواحد من ثلاثة: لذي حسب يزينه به، أو ذي دين يسوس به دينه، أو مختبط سلطانًا يتحفه بعلمه، ولا أعلم أحدًا أشرط لهذه الخلال من عروة، وعمر بن عبد العزيز»، وقال العجلي: «تابعي ثقة، رجل صالح، لم يدخل في شيء من الفتن»، وقال ابن خراش: «ثقة»، قال ابن سعد: «ثقة، ثبتًا، مأمونًا، كثير الحديث فقيهًا، عالمًا»، وقال سفيان بن عيينة: «كان أعلم الناس بحديث عائشة ثلاثة القاسم بن محمد وعروة بن الزبير وعمرة بنت عبد الرحمن»

## عبادته وصبره وكرمه
كان عروة بن الزبير مُكثرًا من الصيام، فقد روى ابنه هشام أن أباه كان يصوم الدهر كله إِلا يوم الفطر ويوم النحر، ومات وهو صائم، كما كان عروة كثير التعبّد وقراءة القرآن، حيث كان يقرأ ربع القرآن كل يوم في المصحف، ويقوم به الليل، وما ترك ذلك إلا ليلة قطعت رجله.
كما عُرف عنه صبره، وله في ذلك قصة مشهورة، حيث تقرّحت قدمه وساء حالها وهو في زيارة لبلاط الخليفة الوليد بن عبد الملك في الشام، فدعا له الخليفة بطبيب رأى ضرورة بترها، وعرض عليه أن يُسكّنه بشراب، فأبى عروة وصبر على قطعها، وما تغيّر وجهه. ثم جاءوه برجله المقطوعة في طست، فقال: «إن الله يعلم أني ما مشيت بك إلى معصية قط، وأنا أعلم». ثم حدث أن مات ابنه محمد وهو أحب بنيه إليه في نفس السفرة إلى الشام، حيث وقع من سطح على إسطبل، فرفسته بغلة حتى مات، فما زاد عن قوله: «لقد لقينا من سفرنا هذا نصبا. اللهم كان لي بنون سبعة، فأخذت واحدًا وأبقيت لي ستة، وكان لي أطراف أربعة، فأخذت طرفًا وأبقيت ثلاثة؛ فلك الحمد. وايم الله، لئن أخذت لقد أبقيت، ولئن ابتليت طالما عافيت».
أما كرمه، فقد كان عروة بن الزبير سخيًا سمحًا، فقد روى ابن شوذب أنه كان لعروة له بستان من نخيل مُسوّرًا، حتى إن آن أوان الرُطب وطابت ثماره، كسر جانبًا من حائط بستانه ليجُوز إليه الناس، ويأكلون من ثماره. وكان إذا دخل بستانه يردد قوله تعالى: ﴿وَلَوْلَا إِذْ دَخَلْتَ جَنَّتَكَ قُلْتَ مَا شَاءَ اللَّهُ لَا قُوَّةَ إِلَّا بِاللَّهِ إِنْ تَرَنِ أَنَا أَقَلَّ مِنْكَ مَالًا وَوَلَدًا ۝٣٩﴾ [الكهف:39].

## روايته للحديث
عاصر عروة بن الزبير الكثير من صحابة النبي محمد، وروى عنهم حتى عُدّ من المكثرين من رواية الحديث النبوي بين معاصريه. وقد روى عروة عن أبيه الزبير بن العوام وعن أمه أسماء بنت أبي بكر وعن خالته عائشة بنت أبي بكر وسعيد بن زيد وعلي بن أبي طالب وسهل بن أبي حثمة وسفيان بن عبد الله الثقفي وجابر بن عبد الله بن عمرو بن حرام والحسن بن علي بن أبي طالب والحسين بن علي بن أبي طالب ومحمد بن مسلمة وأبي حميد الساعدي وأبي هريرة وعبد الله بن عباس وزيد بن ثابت وأبي أيوب الأنصاري والمغيرة بن شعبة وأسامة بن زيد ومعاوية بن أبي سفيان وعمرو بن العاص وابنه عبد الله بن عمرو بن العاص وأم هانئ بنت أبي طالب وقيس بن سعد بن عبادة وحكيم بن حزام وعبد الله بن عمر بن الخطاب وأسماء بنت عميس وأم حبيبة وأم سلمة وأم شريك فاطمة بنت قيس وضباعة بنت الزبير وبسرة بنت صفوان وزينب بنت أبي سلمة وعمرة بنت عبد الرحمن وعبد الله بن الأرقم وعمر بن أبي سلمة وعبد الله بن جعفر بن أبي طالب وعبد الله بن زمعة بن الأسود وعثمان بن طلحة الحجبي وبشير بن أبي مسعود وعبد الرحمن بن عبد القاري وبشير بن سعد وحجاج بن حجاج الأَسلمي وحمران بن أبان مولى عثمان بن عفان وسعيد بن زيد بن عمرو بن نفيل وعاصم بن عمر بن الخطاب وعبيد الله بن عدي ومحمد بن مسلمة وناجية الأَسلميّ ونافع بن جبير بن مطعم ونيار بن مكرم الأَسلمي وهشام بن حكيم وأبي مراوح الغفاري وفاطمة بنت أبي حبيش
وروى عنه بنوه يحيى وعثمان وهشام ومحمد وعبد الله، وسليمان بن يسار وأبو سلمة بن عبد الرحمن بن عوف وابن شهاب الزهري وصفوان بن سليم وبكر بن سوادة ويزيد بن أبي حبيب وأبو الزناد ومحمد بن المنكدر وأبو الأسود محمد بن عبد الرحمن بن نوفل الأسدي وصالح بن كيسان وحفيده عمر بن عبد الله بن عروة وابني أخويه محمد بن جعفر بن الزبير وجعفر بن مصعب بن الزبير وتميم بن سلمة وجعفر الصادق وحبيب بن أبي ثابت وحبيب مولى عروة وخالد بن أبي عمران قاضي إفريقية وداود بن مدرك والزبرقان بن عمرو بن أمية وزميل مولى عروة وسعد بن إبراهيم بن عبد الرحمن بن عوف وسعيد بن خالد بن عمرو بن عثمان بن عفان وسليمان بن عبد الله بن عويمر وشيبة الخضري وصالح بن حسان وعاصم بن عمر بن الخطاب وعبد الله بن إنسان الطائفي وعبد الله بن أبي بكر بن محمد بن عمرو بن حزم وعبد الله بن أبي سلمة الماجشون وعبد الله بن أبي مليكة وعبد الله بن نيار بن مكرم الأَسلمي وعبد الله البهي وعبد الرحمن بن حميد بن عبد الرحمن بن عوف وعبيد الله بن عبد الله بن عتبة وعثمان بن الوليد مولى الأخنسيين وعراك بن مالك وعطاء بن أبي رباح وعمر بن عبد العزيز وعمرو بن دينار وعمران بن أبي أنس ومجاهد بن وردان ومحمد بن إبراهيم بن الحارث التيمي ومخلد بن خفاف الغفاري ومسافع بن شيبة الحجبي ومسلم بن قرط ومعاوية بن إسحاق بن طلحة بن عبيد الله والمنذر بن المغيرة وموسى بن عقبة وهلال بن أبي حميد الوزان والوليد بن أبي الوليد ووهب بن كيسان ويحيى بن أبي كثير ويزيد بن رومان ويزيد بن خصيفة ويزيد بن عبد الله بن قسيط ويزيد بن أبي يزيد المصري وأبو بردة بن أبي موسى الأشعري وأبو بكر بن حفص بن عمر بن سعد بن أبي وقاص. وعلي بن زيد بن جدعان
وقد كان عروة من السبّاقين في تدوين الحديث، فقد روى ابنه هشام أن عروة أحرق كتبًا له يوم وقعة الحرة حتى لا يتخذ كتابًا مع القرآن، ثم ندم عروة على حرقها حيث قال: «كنا نقول لا يُتخذ كتاب مع كتاب الله، فمحوت كتبي. فوالله لوددت أن كتبي عندي، إن كتاب الله قد استمرت مريرته». وكان عروة يُشجّع أبنائه على دراسة الحديث وحفظه، ويعتني بتبويبه بحسب أبواب الفقه ترتيبًا موضوعيًا، فقد روى ابنه هشام أن أباه كان يدعوه وإخوته، فيقول: «لا تغشوني مع الناس، إذا خلوت فسلوني، فكان يحدثنا، يأخذ في الطلاق، ثم الخلع، ثم الحج، ثم الهدي، ثم كذا.» وقد نسخ ابنه هشام كتب أبيه في دفاتر وصححها بمقابلتها على أصولها، حيث رُوي أن عباد بن حمزة بن عبد الله بن الزبير طلب من هشام أن يعطيه أحاديث أبيه عروة، فأخرج هشام دفترًا، ودفعه إلى عباد، وقال: «في هذا أحاديث أبي، صححته، وعرفت ما فيه فخذه عنِّي، ولا تقل كما يقول هؤلاء حتى أعرضه».

## التأريخ
جعلت ملازمة عروة لخالته عائشة بنت أبي بكر، وروايته عن بعض أمهات المؤمنين كأم سلمة وأم حبيبة، وإدراكه لبعض الصحابة الذين شهدوا الغزوات والأحداث التي عاصرت بدايات الإسلام، أن أصبح عروة العُمدة التي اعتمد عليها كثير ممن جاء بعده من المؤرخين للسيرة النبوية والغزوات، وهو الباب الذي سمّاه المسلمون قديمًا «المغازي والسير». اشتهر عروة في عصره بسعة علمه بحوادث تلك الفترة مما دعا معاصريه من الخلفاء مثل عبد الملك بن مروان وابنه الوليد إلى مراسلته لسؤاله عن بعض الحوادث التاريخية. بالإضافة إلى ردود عروة على رسائل الخلفاء، فقد حدّث عروة بعض طلابه ببعض الحوادث التاريخية التي ارتبطت بعضها بتفسير وتوضيح بعض الآيات القرآنية، والتي تناقلها عنه طلبته، وانساقت في كتب التاريخ. لذا اعتبره الواقدي أول من صنف في باب المغازي.
لم يكن ما جمعه عروة من الحوادث التاريخية تأريخًا بمعناه المعاصر، وإنما كان في صيغة روايات كروايات الحديث النبوي وقد نقلها عنه الكثيرون أبرزهم ابنه هشام وأبو الأسود محمد بن عبد الرحمن بن نوفل الأسدي الذي نزل مصر، وحدث بها بكتاب المغازي لعروة بن الزبير وابن شهاب الزُهري. وتعد أشهر روايات مغازي عروة عن طريق رواية عبد الله بن لهيعة عن أبي الأسود عن عروة، ورواية الزُهري عن عروة. وقد حفظ عبد الرزاق الصنعاني في كتابه المصنف في باب كتاب المغازي نسخة من مرويات معمر بن راشد عن الزُهري عن مغازي عروة، وقد قطعها أبوابًا بحسب الوقائع.
حديثًا، بعض الجهود الحديثة لاستخلاص مغازي عروة بن الزبير، حيث قام محمد مصطفى الأعظمي باستخراج ما روي عن عروة في المغازي من طريق أبي الأسود فقط، فوجدها تغطي فقرة طويلة من حياة النبي محمد، من نزول الوحي عليه حتى وفاته، وطُبعت في الرياض سنة 1401 هـ/1981 م باسم «مغازي رسول الله ﷺ لعروة بن الزبير برواية أبي الأسود عنه». كما حصر المؤرخ عبد العزيز الدوري في كتابه «نشأة علم التاريخ عند العرب» الأحداث التاريخية التي نقلها المؤرخون عن عروة فوجدها تشمل بدايات بعثة النبي محمد، والهجرة إلى الحبشة، وسبل مقاومة قريش لدعوة النبي محمد في مكة، والهجرة النبوية، وسرية عبد الله بن جحش، وغزوة بدر، وغزوة الخندق، وغزوة بني قريظة، وغزوة بني المصطلق، وصلح الحديبية، وغزوة مؤتة، وفتح مكة وغزوة حنين، وغزوة الطائف، وبعض رسائل النبي محمد إلى كبار رجال قبائل الجزيرة العربية، ووفاة النبي محمد، ووفاة خديجة بنت خويلد، وزواج النبي محمد من عائشة، وبعض أحداث فترة الخلفاء كإنفاذ بعث أسامة بن زيد، وتجهيز جيوش حروب الردة، ومطالبة العباس بن عبد المطلب وفاطمة بنت محمد من أبي بكر ميراثهما من النبي محمد ورد أبي بكر، ومرض أبي بكر ووفاته، وذهاب عمر بن الخطاب لأيلة، وأحداث موقعة الجمل.